# Acanthaxius amakusana
Acanthaxius amakusana is een tienpotigensoort uit de familie van de Axiidae. De wetenschappelijke naam van de soort is voor het eerst geldig gepubliceerd in 1967 door Miyake & Sakai.